# Stefan Horngacher
Stefan Horngacher (Wörgl, 20 de septiembre de 1969) es un deportista austríaco que compitió en salto en esquí.
Participó en tres Juegos Olímpicos de Invierno, obteniendo dos medallas de bronce en la prueba por equipo, en Lillehammer 1994 (junto con Heinz Kuttin, Christian Moser y Andreas Goldberger) y en Nagano 1998 (con Reinhard Schwarzenberger, Martin Höllwarth y Andreas Widhölzl), y el cuarto lugar en Salt Lake City 2002, en la misma prueba.
Ganó cinco medallas en el Campeonato Mundial de Esquí Nórdico entre los años 1991 y 2001.

## Palmarés internacional
| Juegos Olímpicos   | Juegos Olímpicos       | Juegos Olímpicos  | Juegos Olímpicos |
| Año                | Lugar                  | Medalla           | Prueba           |
| ------------------ | ---------------------- | ----------------- | ---------------- |
| 1994               | Lillehammer (Noruega)  | Medalla de bronce | TG por equipo    |
| 1998               | Nagano (Japón)         | Medalla de bronce | TG por equipo    |
| Campeonato Mundial |                        |                   |                  |
| Año                | Lugar                  | Medalla           | Prueba           |
| 1991               | Val di Fiemme (Italia) | Medalla de oro    | TG por equipo    |
| 1993               | Falun (Suecia)         | Medalla de bronce | TG por equipo    |
| 1999               | Ramsau (Austria)       | Medalla de bronce | TG por equipo    |
| 2001               | Lahti (Finlandia)      | Medalla de oro    | TN por equipo    |
| 2001               | Lahti (Finlandia)      | Medalla de bronce | TG por equipo    |